# Натријум-пероксид
Натријум-пероксид је оксид натријума хемијске формуле 2, где је оксидациони број натријума +1, а кисеоника -1, што је случај и код других пероксида.

## Добијање
Настаје директним сједињавањем натријума и кисеоника на температури од 130 - 200 °C. Индустријски је могуће добијање тако што се преко натријума, који се налази у алуминијумским судовима заштићеним оловним цевима, проводи ваздух без угљен-диоксида на температури од 300 °C. Тако се може добити натријум-пероксид врло високе чистоће (и до 95%).

## Својства
Веома је отпоран према топлоти и на ваздуху који не садржи влагу. Међутим, са водом реагује:
{\displaystyle \mathrm {2Na_{2}O_{2}+2H_{2}O\longrightarrow \;4NaOH+O_{2}} }
На нижој температури наградиће се водоник-пероксид, који поново може да да натријум-пероксид када реагује са концентрованим натријум-хидроксидом:
{\displaystyle \mathrm {2Na_{2}O_{2}+2H_{2}O\longrightarrow \;2NaOH+H_{2}O_{2}} }
Исти учинак се добија и деловањем киселине на натријум-пероксид, такође на ниској температури.

## Примена
Због тога што је јако оксидационо средство, употребљава се у аналитичкој хемији. Реагује и са угљен-моноксидом и са угљен-диоксидом:
{\displaystyle \mathrm {Na_{2}O_{2}+CO\longrightarrow \;Na_{2}CO_{3}} }
{\displaystyle \mathrm {2Na_{2}O_{2}+2CO_{2}\longrightarrow \;2Na_{2}CO_{3}+O_{2}} }
Зато се употребљава и за обнављање ваздуха, на пример у подморницама. Служи и за бељење тканина, за израду боја, али и других једињења која имају примену у разним областима, као што су бензоил-пероксид, калцијум-пероксид и натријум-перборат.